# 大西初愛
大西 初愛（おおにし うい、1985年3月20日 - ）は、日本の元お笑いタレント。
大阪府出身。よしもとクリエイティブ・エージェンシー大阪本社に所属していた。NSC女性タレントコース2期生。甲南女子大学卒。

## 来歴・エピソード
2008年3月3日、10日放送分の「クイズ!紳助くん」（ABC朝日放送）で、アシスタントの大沢あかねが体調不良のため、急遽、代わりにアシスタントに選ばれた。当時、本人は『アシスタントになるのが夢で、こんなに早く叶うとは思いませんでした』と大喜びしていたが、同番組の収録前、朝日放送に向かうタクシーに乗り込む際、マネージャーと共に司会の島田紳助に会釈のみ交わし、まともに挨拶しなかった上、先にタクシー移動したことがきっかけで紳助本人が、「あいつ、最近うち（吉本）に入ってきた奴やろ？ 金輪際、俺の番組では使わん！」大激怒し、「30分以内に代わりのタレントを探せ！」と、スタッフに怒鳴り散らすトラブルにまで発展した、すぐさま担当マネージャーとともに謝罪し、紳助もマネージャーのミスであることを理解した上でそのまま出演させたが、収録後「お前だけは絶対許さへん！」と頑として許容しない姿勢を見せた、放送終了後、スタッフから降板を言い渡され、翌日、そのまま芸能界を引退した。

## 過去のレギュラー番組

### テレビ番組
- クイズ!紳助くん（朝日放送）
- 週刊プラチケ!（関西テレビ）

### ラジオ番組
- ビッキーズのよしもとchatter box （YES-FM）
- 中田カウスのお笑い110番（ラジオ大阪）
- majiraji（YES-FM）